# Фиат Пунто
„Фиат Пунто“ (Fiat Punto) е модел малки автомобили (сегмент B), произвеждан от италианския концерн „Фиат“ в три последователни поколения от 1993 до 2018 година. Третото поколение на автомобила е предлагано на пазара между 2005 и 2009 г. под името Grande Punto, а между 2009 и 2012 г. като Punto Evo, докато отново не е въведено еднословното име Punto. Към май 2013 г. почти 9 милиона броя са продадени в световен мащаб.

Първото поколение на модела е обявен за Автомобил на годината за 1995 година.
От  първото поколение Punto са произведени 3.429 милиона бройки, от второто поколение – 2.96 милиона бройки, а от третото – 2.67 милиона бройки.

## Първо поколение
Автомобилът е проектиран като наследник на най-успешния модел на компанията Фиат Уно. Възходът на компанията в началото на 90-те се дължи най-вече на този модел. Кодовото име на модела е Типо 176. Първото Пунто се разработва върху платформа на предшественика си. Автомобилът има удължена колесна база и редица подобрения в окачването. Автомобилът е представен на автомобилното изложение във Франкфурт през септември 1993. Автомобилът се продава изключително успешно в Европа и е един от най-добре продаваните автомобили извън Италия. Автомобилът навлиза изключително успешно и на пазара в Източна Европа.
Новата външност, съвсем различна от тази на предшественика, е дело на Джорджето Джуджаро.

## Второ поколение
Второто поколение Punto, с кодово име Project 188, е представено през септември 1999 г. на автомобилното изложение във Франкфурт. Дизайнът е изцяло нов, но запазва характерната форма и стил на оригиналното Punto, докато шасито и интериорът са напълно преработени, с ново задно окачване с торсионна греда.
Новото Punto става и първият Fiat от десетилетия насам, който носи оригиналната кръгла емблема на Fiat в чест на 100-годишнината на марката.
На премиерата на хечбека беше представен и концептуалният автомобил Fiat Wish — версия с твърд покрив-кабриолет на Fiat Punto, със стилистика, много наподобяваща тази на Peugeot 206 CC. Моделът е създаден от Pininfarina по повод стогодишнината на Fiat.

### Базово ниво
Двигателите 1.1 и 1.4 са спрени от производство поради проблеми с емисиите, и така базовите модели разполагат само с 1.2-литров бензинов двигател – с 8 или 16 клапана, осигуряващи съответно 60 к.с. (45 kW) и 80 к.с. (60 kW), или с 1.9-литров дизелов двигател с common rail впръскване и турбокомпресор, или атмосферен с механично впръскване.

### Sporting версии
Предлагани са две спортни версии. Моделът 1.2 16 клапана Sporting със 6-степенна ръчна скоростна кутия и 1.8 HGT, който може да достигне почти 210 км/ч. Моделът 1.2 16V също има вариант с безстепенна скоростна кутия Speedgear CVT (с ръчен секвенционален режим с 6 предавки, 7 за версията Sporting).
Моделът 1.8 HGT ускорява от 0 до 100 км/ч за 8.6 секунди. Смята се за значително подобрение в управлението спрямо Punto GT. HGT се предлага също (в ограничени бройки) като „HGT Abarth“, който включва по-дълбоки брони, заден спойлер, прагове, нови алуминиеви джанти и интериорни подобрения. HGT Abarth няма технически подобрения спрямо стандартния HGT.

### Серво управление
Второто поколение Punto също внедрява електрическото сервоуправление Dualdrive, което работи в два режима и използва електромотор вместо хидравлична помпа, задвижвана от двигателя.
Това води до по-нисък разход на гориво и по-малко вредно въздействие върху околната среда. Разходът на гориво е 5.6 л/100 км в градски условия и 3.9 л/100 км извън града за 1.9-литровия дизел. Бензиновият 1.8 двигател харчи 8.8 л/100 км в градски условия и 5.3 л/100 км извън града.

### Фейслифт
В началото на 2003 г. Fiat отпразнува производството на 5-милионния автомобил Punto. През същата година фейслифтът на второто поколение носи допълнителни промени по платформата, включително значителни промени във външния дизайн и двигателите, отчасти наложени от нови регулации за безопасност на пешеходците.
Кръглата емблема на Fiat, която се среща само на предния капак при моделите от второто поколение, е поставена и на задния капак след фейслифта. На 1 юни 2005 г. Fiat произвежда 6-милионния автомобил Punto във фабриката в Мелфи.
Промените при двигателите включват нов 1.4-литров 16-клапанов двигател, заедно със стандартните варианти 1.2 и 1.2 16V. Представени са и две версии HGT: 1.9-литровият MultiJet дизел и 1.8-литровият 16V бензинов двигател, продължен от предфейслифта и достигащ почти 210 км/ч. Въведен е и нов 1.3-литров дизелов MultiJet двигател с common rail система.

### Punto Classic
Въпреки пускането на малко по-големия Grande Punto в края на 2005 г., второто поколение Punto остава в производство под името Punto Classic и продължава да се продава на много пазари наред с по-новите версии. За първи път е представен в Чили през 2007 г.
Производството му в Италия приключва през ноември 2010 г.

### Застава 10
През октомври 2005 г. сръбският автомобилен производител Zastava постига споразумение с Fiat да сглобява тази версия по лиценз в Крагуевац, Сърбия, под името Zastava 10. След като Fiat придобива мажоритарен дял в Zastava през есента на 2008 г., производството на този модел продължава под името Fiat Punto Classic от март 2009 г.
Производството е спряно в средата на 2011 г., но подновено отново през 2013 г. – макар и за кратко.
Автомобилът се предлага първоначално с 1.2-литров бензинов двигател, а по-късно и с 1.3-литров дизелов двигател. Версията от 2013 г. е оборудвана с по-нов и модерен двигател.